# Felipe Alberdi
Felipe Alberdi Gorroño, conocido como Katia Alberdi (Amorebieta, 23 de agosto de 1930) es un exciclista español, profesional entre los años 1952 y 1961, durante los que consiguió 18 victorias.
Su paso al campo profesional fue más complicado, destacando en sus últimos años en la modalidad de ciclocrós, obteniendo un subcampeonato de España de la modalidad. Únicamente participó en un mundial de la especialidad en el año 1956, sin embargo no finalizó el mismo.
En la única gran vuelta que participó fue en la Vuelta a España, en las ediciones de 1956, 1958 y 1960, retirándose en todas ellas, si bien en la última edición llegó a portar durante un día el maillot de líder tras su triunfo de la etapa que finalizaba en La Coruña.

## Palmarés
| 1952 - Vuelta Bilbao 1954 - Bergara 1957 - 1 etapa de la Bicicleta Eibarresa - El Entrego - Burgos (Trofeo General Yagüe) - Circuito de La Laguna (La Felguera) - Premio Virgen de Altamira (Miranda de Ebro) - G.P. Nacional por Equipos (con Cil-Indauchu) 1956 - Premio Loinaz (Beasáin) - Burgos (Trofeo General Yagüe) - Premio Placencia (Soraluze) - G.P. Virgen Blanca (Vitoria) - Lezama - Circuito Galdacano 1960 - 1 etapa de la Vuelta a España - Billabona - Ujo - Gernika | 1953 - Oñate 1954 - Italia 1955 - Alemania 1956 - 2.º en el Campeonato de España - Luxemburgo 1957 - 3.º en el Campeonato de España - Bélgica 1960 - Tolosa |

## Resultados en Grandes Vueltas y Campeonato del Mundo
Durante su carrera deportiva ha conseguido los siguientes puestos en las Grandes Vueltas y en los Campeonatos del Mundo en carretera y ciclocrós:
| Carrera              | 1952 | 1953 | 1954 | 1955 | 1956 | 1957 | 1958 | 1959 | 1960 | 1961 |
| -------------------- | ---- | ---- | ---- | ---- | ---- | ---- | ---- | ---- | ---- | ---- |
| Giro de Italia       | -    | -    | -    | -    | -    | -    | -    | -    | -    | -    |
| Tour de Francia      | -    | -    | -    | -    | -    | -    | -    | -    | -    | -    |
| Vuelta a España      | -    | -    | -    | -    | Ab.  | -    | Ab.  | -    | Ab.  | -    |
| Mundial en Ruta      | -    | -    | -    | -    | -    | -    | -    | -    | -    | -    |
| Mundial de Ciclocrós | -    | -    | -    | -    | Ab.  | -    | -    | -    | -    | -    |

-: no participa

Ab.: abandono

## Equipos
- Independiente (1952-1955)
- Boxing Indautxu (1956)
- Cil-Indauchu (1957)
- Kas Boxing Club (1958)
- Independiente (1959)
- Garsa (1960)
- Majestad (1961)